# Mednarodna abeceda za prečrkovanje sanskrta
IAST (International Alphabet of Sanskrit Transliteration oz. "Mednarodna abeceda za prečrkovanje sanskrta") je priljubljena prečrkovalna shema, ki omogoča enakovredno latinično prečrkovanje indijskih pisav.
IAST je najbolj priljubljena prečrkovalna shema za latinizacijo sanskrta in palija. Pogosto se uporablja v tiskanih publikacijah, še posebej v knjigah, ki se ukvarjajo s starodavnimi tematikami o indijskih religijah. S širšo razpoložljivostjo Unicode pisav jo vse več uporabljajo tudi v elektronskih besedilih.
IAST temelji na standardu, ki ga je v Atenah leta 1912 uvedel Kongres orientalistov. Omogoča enakovredno prečrkovanje pisave devanāgarī (ter ostalih indijskih pisav kot je na primer šarada) in kot taka ne predstavlja le sanskrtske foneme, ampak dovoljuje fonemsko transkripcijo.
Latinizacija Narodne knjižnice v Kalkuti, namenjena prečrkovanju vseh indijskih pisav, je razširitev IAST-a.

## Dogovori in nabor znakov za IAST
Nabor znakov za IAST (male in velike črke), prikazan z devanāgarī ekvivalenti in fonetičnimi vrednostmi v IPA, je sledeč (velja za sanskrt; pri hindi se pojavljajo nekatere manjše fonološke spremembe):

| अ [ə] a A | आ [ɑː] ā Ā | इ [i] i I | ई [iː] ī Ī | उ [u] u U | ऊ [uː] ū Ū | ऋ [ɹ̩] ṛ Ṛ | ॠ [ɹ̩ː] ṝ Ṝ | ऌ [l̩] ḷ Ḷ | ॡ [l̩ː] ḹ Ḹ | samoglasniki |

| ए [eː] e E | ऐ [aːi] ai Ai | ओ [oː] o O | औ [aːu] au Au | dvoglasniki |

| अं [ⁿ] ṃ Ṃ | anusvara |
| अः [h] ḥ Ḥ | visarga  |

| velarji      | palatali     | retrofleksi  | dentali      | labiali      |                                  |
| क [k] k K    | च [c] c C    | ट [ʈ] ṭ Ṭ    | त [t̪] t T    | प [p] p P    | nezveneči soglasniki             |
| ख [kʰ] kh Kh | छ [cʰ] ch Ch | ठ [ʈʰ] ṭh Ṭh | थ [t̪ʰ] th Th | फ [pʰ] ph Ph | pridihnjeni nezveneči soglasniki |
| ग [g] g G    | ज [ɟ] j J    | ड [ɖ] ḍ Ḍ    | द [d̪] d D    | ब [b] b B    | zveneči soglasniki               |
| घ [gʰ] gh Gh | झ [ɟʰ] jh Jh | ढ [ɖʰ] ḍh Ḍh | ध [d̪ʰ] dh Dh | भ [bʰ] bh Bh | pridihnjeni zveneči soglasniki   |
| ङ [ŋ] ṅ Ṅ    | ञ [ɲ] ñ Ñ    | ण [ɳ] ṇ Ṇ    | न [n] n N    | म [m] m M    | nazal                            |
|              | य [j] y Y    | र [r] r R    | ल [l] l L    | व [v] v V    | polsamoglasniki                  |
|              | श [ɕ] ś Ś    | ष [ʂ] ṣ Ṣ    | स [s] s S    |              | sičniki                          |
| ह [ɦ] h H    |              |              |              |              | zveneči pripornik                |

Opomba: V nasprotju z ASCII-prečrkovanjem (ITRANS ali Harvard-Kjoto) diakritična shema IAST omogoča zapis lastnih imen z veliko začetnico. Zapis črk, ki se nikoli ne pojavijo na začetku besede (Ṇ Ṅ Ñ Ṝ), kot velikih črk, je uporaben le pri Pāṇiniju, kjer velja dogovor, da se zvoke IT piše kot velike črke.

## Primerjava z ISO-15919
IAST je večinoma podskupina kodiranja ISO 15919. Sledečih pet izjem obstaja zaradi standarda ISO, ki vsebuje razširjen nabor simbolov za prečrkovanje devanāgarīja ter drugih indijskih pisav.
| Devanāgarī | IAST | ISO 15919 | Komentar                           |
| ---------- | ---- | --------- | ---------------------------------- |
| ए/ े        | e    | ē         | ISO e predstavlja ऎ/ ॆ.             |
| ओ/ो         | o    | ō         | ISO o predstavlja ऒ/ॊ.              |
| ं           | ṃ    | ṁ         | ISO ṃ predstavlja gurmukhi tippi ੰ. |
| ऋ/ ृ        | ṛ    | r̥         | ISO ṛ predstavlja ड़ /ɽ/.           |
| ॠ/ ॄ        | ṝ    | r̥̄         | za skladnost z r̥.                  |